# Senid Kulaš
Senid Kulaš (Bugojno, 25. lipnja 1982.) je bosanskohercegovački nogometni trener i bivši nogometaš.

## Karijera

### Igračka karijera
Sa 17 godina debitirao je za momčad bugojanske Iskre. Zatim je prešao u prvoligašku momčad GOŠK-a iz Gabele. 2007. prelazi iz Gabele u tadašnjeg premjerligaša NK Žepče gdje se zadržava tek do zime 2008. kada prelazi u islandskog prvoligaša Vikingur Olafsvik. Nakon igranja na Islandu vraća se u BiH kao slobodan igrač, gdje se pridružuje momčadi drugoligaša Sloge iz Uskoplja. U Uskoplju se zadržava samo jednu polusezonu, te na ljeto 2009. odlazi u Slobodu iz FK Sloboda Mrkonjić Grad. Tijekom ljetnog prijelaznog roka 2012./13. vraća se u Iskru gdje 2016. goditne završava igračku karijeru.

### Trenerska karijera
Nakon završetka igračke karijere počinje se baviti trenerskim poslom. Prvotno je radio kao trener u Iskrinoj omladinskoj školi, a zatim i kao trener prve momčadi. S kadetima Iskre bio je prvak Omladinskih liga BIH u sezoni 2015./16. Sa prvom momčadi Iskre osvojio je Kup ŽSB u sezoni 2015./16., a sezonu kasnije s istom momčadi osvaja Drugu ligu FBiH Zapad.
Po odlasku iz Iskre radio je na Islandu (Snæfell), u Radniku iz Donjeg Vakufa i bugojanskom Globusu. Od 2021. radi u omladinskom pogonu Krke iz Novog Mesta.
Vlasnik je UEFA A trenerske licence.

## Vanjske poveznice
- Profil na transfermarkt.com